# A nyomorultak (musical)
A nyomorultak (eredeti cím: Les Misérables) Victor Hugo azonos című regénye alapján készült zenés színdarab. Zenéjét Claude-Michel Schönberg szerezte, az eredeti francia dalszöveget pedig Alain Boublil és Jean-Marc Natel írta.
A történet a 19. századi Franciaországban játszódik. A történet központjában egy Jean Valjean nevű rab áll, aki 19 év raboskodás után próbaidőre szabadlábra kerül. Ennek szabályait megszegve új néven új életet kezd, de régi felügyelőtisztje, Javert évtizedeken át üldözi.

## Eredete
Eredetileg egy francia nyelvű koncepcióalbumként adták ki, majd színdarabként először 1980-ban a párizsi sportarénában, a Palais des Sports-ban adták elő.
1983-ban az angol producer Cameron Mackintosh kezdeményezésére megkezdődtek a munkák az eredeti francia darab angol nyelvre való átírására.
Az angol nyelvű 1985. október 5-én mutatták be először Londonban. A West End-en elért sikerei után a darabot a Broadwayen is bemutatták.
Magyarországon a Rock Színház 1987-ben vitte színre először a darabot, megelőzve más európai országokat, Szinetár Miklós rendezésében, Miklós Tibor magyar szövegével.
A Rock Színház megszűnése után hosszú idő telt el, mire a Madách Színház jóvoltából, Szirtes Tamás rendezésében, egy új, nagyszabású bemutatóra került sor, először 1999 novemberében. 2001-ben a Győri Nemzeti Színház, 2010-ben a Kecskeméti Katona József Nemzeti Színház, 2011-ben a Miskolci Nemzeti Színházközönsége láthatta a művet, Győrött, és Kecskeméten Korcsmáros György, Miskolcon Halasi Imre rendezésében. 2015 augusztusában Szegeden a Madách Színház társulata mutatta be ismét, majd 2016 áprilisában Budapesten is műsorra került, és a mai napig játsszák.

## Főbb bemutatók (Európa)
- 1980: Párizs
- 1985: London (első szereposztás)
- 1986: Tel-Aviv
- 1987: Budapest (Rock Színház), Oslo
- 1988: Bécs, Koppenhága
- 1991: Párizs (felújított produkció, új szereposztás)
- 1992: Prága
- 1996: Duisburg
- 1999: Budapest, Varsó
- 2001: Reykjavík
- 2003: Berlin, Innsbruck
- 2008: Rotterdam
- 2009: Brno, Madrid
- 2010: London (második szereposztás, a premier 25. évfordulójára felújítva)
- 2014: Dessau (Németország legnagyobb víziszínpadán)
- 2015: London (harmadik szereposztás)
- 2016: Budapest (Madách Színház, felújított produkció, és szereposztás)
- 2024: Budapest (Madách Színház, felújított produkció, és szereposztás)

## Főbb szereplők
- Jean Valjean
- Javert felügyelő
- Marius
- Cosette
- Éponine
- Thénardier
- Madame Thénardier
- Enjorlas
- Gavroche
- Püspök
- Gyermek Cosette
- Gyermek Éponine
- Forradalmárok, Thénardier vendégei, gyári munkások, matrózok, szajhák, esküvői vendégek

## Dalok
Első felvonás
A dalok címe mögött az eredeti, angol cím olvasható.
1. Prológus (Prologoue/Work song)
2. Mit tettem? (Valjean's soliqouy)
3. A nap végén (At the end of the day)
4. Álmodtam egy álmot (I dreamed a dream)
5. Bájos lányok (Lovely Ladies)
6. Fantine és Valjean találkozása (Fantine's arrest)
7. Az elszabadult szekér (The runaway cart)
8. Ő vagy én? (Who am I?)
9. Fantine halála (Fantine's death/Come to me)
10. Szemtől szemben (The Confrontation)
11. Váracska (Castle on the cloud)
12. A ház ura (Master of the house)
13. Az alku (The Bargain/Waltz of treachery)
14. Párizs (Paris / Look down)
15. Csillagok (Stars)
16. Eskü a barrikádokon (ABC Café / Red and black)
17. Hallod-e a nép dalát? (Do you hear the people sing?)
18. Gyermekként (In my life)
19. Csak rád vár egy szív (A heart full of love)
20. A rablás (Attack on the Rue Plumet)
21. Egy nap még (One day more)

Második felvonás
1. A barrikád építése (Building the barricade)
2. Senkim már (On my own)
3. Néhány csepp eső (A little fall of rain)
4. Az első támadás (The first attack)
5. Igyál hát (Drink with me)
6. Vidd haza (Bring him home)
7. A második támadás / Gavroche halála (The second attack)
8. A végső csata (The final battle)
9. Kutya kutyát zabál (Dog eats dog)
10. Javert öngyilkossága (Javert's suicide)
11. Körbe, körbe (Turning)
12. Üres szék, üres asztal (Emprty chairs and empty tables)
13. Csak rád vár egy szív - repríz (A heart full of love)
14. Valjean beismerése (Valjean's confession)
15. Az esküvő/A ház ura (The Wedding / Beggars at the feast)
16. Finálé (Finale)

## Magyar szereposztás
|                   | Rock Színház (1987)                                                    | Madách Színház (1999)                             | Győri Nemzeti Színház (2001)                | Madách Színház (2003) | Kecskeméti Katona József Színház (2010)        | Miskolci Nemzeti Színház (2011)                      | Madách Színház (2016)                                   | Madách Színház (2024)                           |
| ----------------- | ---------------------------------------------------------------------- | ------------------------------------------------- | ------------------------------------------- | --------------------- | ---------------------------------------------- | ---------------------------------------------------- | ------------------------------------------------------- | ----------------------------------------------- |
| Jean Valjean      | Vikidál Gyula, Földes Tamás                                            | Sasvári Sándor, Földes Tamás                      | Molnár László                               | Sasvári Sándor        | Egyházi Géza, Feke Pál                         | Sasvári Sándor, Homonnay Zsolt                       | Miller Zoltán, Zöld Csaba, Tóth Attila                  | Borbély Richárd, Pesák Ádám, Solti Ádám         |
| Javert            | Makrai Pál, Forgács Péter, Bardóczy Attila, Bognár Zsolt               | Vikidál Gyula, Barabás Kiss Zoltán                | Forgács Péter                               | Barabás Kiss Zoltán   | Miller Zoltán, Tóth Attila, Vincze Gábor Péter | Szabó P. Szilveszter, Cseh Antal, Molnár Erik        | Debreczeny Csaba, Feke Pál, Egyházi Géza                | Ekanem Bálint, Csiszár István, Posta Victor     |
| Marius            | Sasvári Sándor, Lengyel Gábor                                          | Bereczki Zoltán, Miller Zoltán                    | Nagy Balázs                                 | Bereczki Zoltán       | Orth Péter, Puskás Péter, Csémy Balázs         | Sövegjártó Áron, Czuczor Dávid                       | Solti Ádám, Borbély Richárd                             | Jenővári Miklós, Tóth Dominik e.h.              |
| Cosette           | Csarnóy Zsuzsanna, Ullmann Zsuzsa, Dávid Krisztina                     | Kékkovács Mara, Krassy Renáta                     | Mahó Andrea, Debrei Zsuzsanna, Szabados Éva | Mahó Andrea           | Mahó Andrea, Zavaros Eszter, Simonics Mariann  | Pohly Boglárka                                       | Tóth Angelika, Foki Veronika                            | Gadó Anita, Haraszti Elvira, Kardffy Aisha      |
| Éponine           | Nagy Anikó, Détár Enikő                                                | Szinetár Dóra, Ladinek Judit                      | Csonka Tünde, Prikler Anikó                 | Szinetár Dóra         | Simon Boglárka, Réthy Zsazsa, Trokán Nóra      | Jancsó Dóra, Pataki Szilvia, Szűcs Kinga             | Simon Boglárka, Tóth Andi                               | Arany Timi, Baranyi Hanna                       |
| Fantine           | Kováts Kriszta, Kútvölgyi Erzsébet, Pápai Erika, Malek Andrea          | Koós Réka, Molnár Szilvia                         | Koós Réka, Borbás Erika                     | Gallusz Nikolett      | Koós Réka, Molnár Ágnes "Ági", Hajdú Melinda   | Varga Andrea, Hircsu Angelika                        | Baranyai Annamária, Kecskés Tímea, Vágó Bernadett       | Muri Enikő, Simon Boglárka, Zámbó Brigitta      |
| Thénardier        | Szombathy Gyula, Csuha Lajos                                           | Galbenisz Tomasz, Szerednyey Béla                 | Korcsmáros György, Ungvári István           | Galbenisz Tomasz      | Sirkó László, Pál Attila                       | Bakai László, Szirtes Gábor                          | Weil Róbert, Nagy Sándor                                | Sánta László, Szemenyei János                   |
| Madame Thénardier | Hámori Ildikó, Papadimitriu Athina, Csengeri Ottilia, Prókai Annamária | Détár Enikő, Bajza Viktória                       | Szulák Andrea, Janisch Éva                  | Várady Viktória       | Fejes Szandra, Csombor Teréz                   | Seres Ildikó, Molnár Anna                            | Balogh Anna, Sáfár Mónika                               | Balogh Anna, Kecskés Tímea, Peller Anna         |
| Enjorlas          | Kaszás Attila, Bognár Zsolt                                            | Debreczeny Csaba, Homonnay Zsolt, Csengeri Attila | Vincze Gábor Péter                          | Homonnay Zsolt        | Vincze Gábor Péter, Kiss Zoltán, Aradi Imre    | Kis Domonkos Márk, Cselepák Balázs                   | Sándor Péter, Nagy Balázs , Fejszés Attila              | Cseh Dávid Péter, Szaszák Zsolt                 |
| Gavroche          | Haumann Máté, Szabó Sándor, Arany Tamás                                | Kiss Marcell, Schadl Kornél                       | Bede-Fazekas Máté                           | Bede-Fazekas Máté     | Marton Szabolcs                                | Tarczali Áron, Nagy Soma, Kacsenyák Gábor            | Holló-Zsadányi Norman, Farkas Olivér, Gyetvai Márton    | Gyetvai Martin                                  |
| Püspök            | Balogh Bodor Attila                                                    | Barát Attila                                      | Krasznai Tamás                              | Barát Attila          | Makrai Pál, Csizmadia László                   | Kincses Károly                                       | Csengeri Attila, Barát Attila                           | Barát Attila, Csengeri Attila, Vikidál Gyula    |
| Gyermek Cosette   | Szinetár Dóra, Györe Borbála, Michelberger Rita                        | Csifó Dorina, Győrfi Laura                        | Nyári Diána                                 | Nyári Diána           | Vass Viktória. Király Zsuzsa                   | Kántor Boglárka, Mikita Dorka Júlia, Zsanett Zombori | Bak Julianna Petra, Torma Maya, Pesztericz Zita Kamilla | Csemer Olívia, Goitein Júlia, Pekár Jázmin Aisa |
| Gyermek Éponine   | Horváth Patrícia, Szinetár Dóra                                        | Kovács Manuéla, Virág Eszter                      | Wéniger Dalma                               | Wéniger Dalma         | Steitz Anne-Sophie                             | Szűcs Kinga                                          | Dudás Abigél, Czobor Laura, Varga Bernadett             | Csemer Olívia, Palásti Nóra                     |

## Fogadtatása
Az első londoni bemutató után negatív visszajelzést kapott a darab. A rossz kritikák ellenére a jegyek gyorsan fogytak, majd később a bírálók véleménye is kedvezőbbre fordult.